# IPad

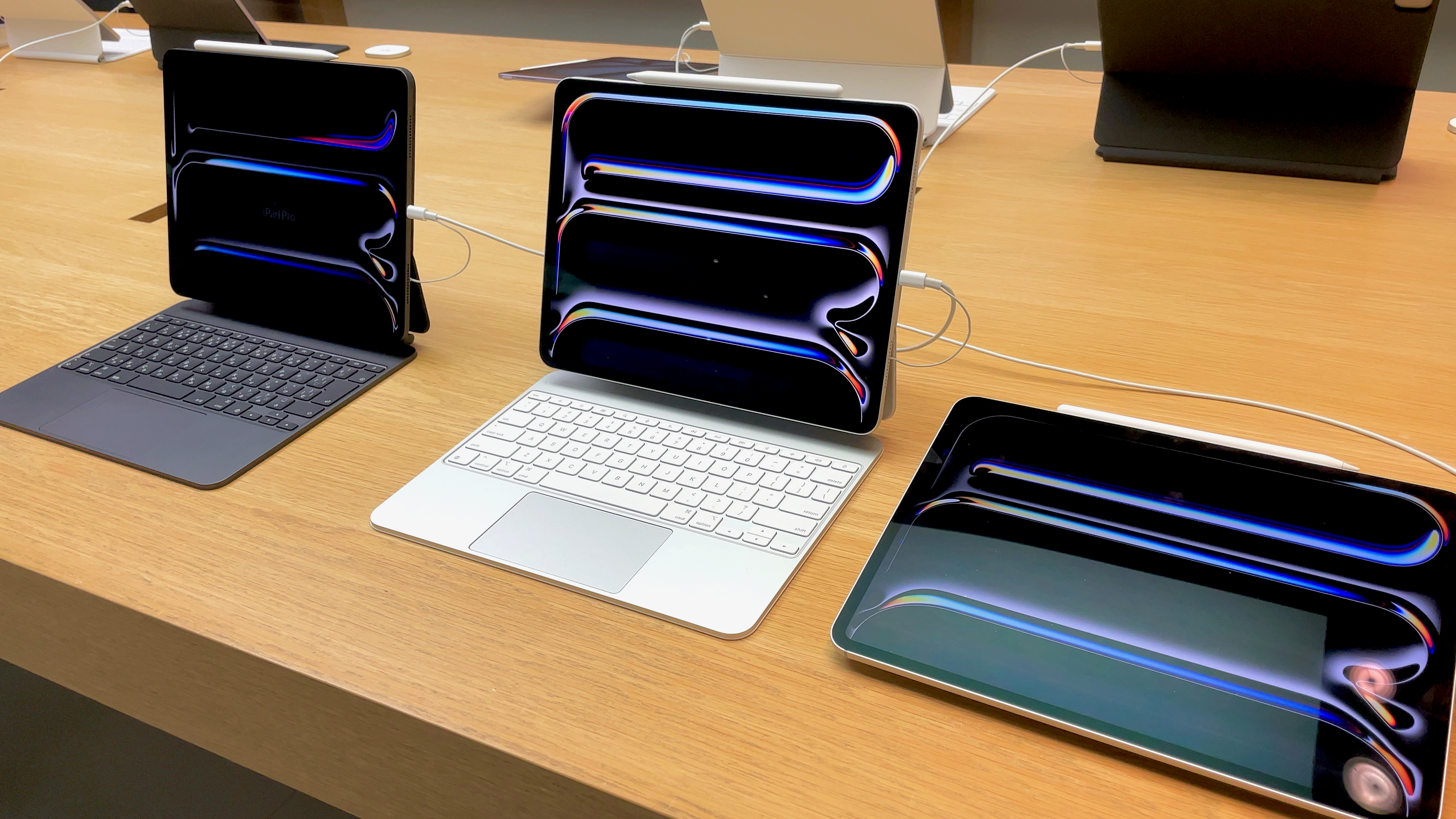
Vlajkové modely iPad Pro 2024 s externí klávesnicí, touchpadem a Apple Pencil Pro

iPad je značka počítačových tabletů společnosti Apple. Používá operační systém iPadOS (do roku 2019 iOS). Lze ho použít k prohlížení webu, práci s různými multimediální formáty (fotografie, videa, hudba, knihy a další) nebo kancelářské práci. Možnosti použití lze dále rozšířit pomocí obchodu App Store, kde jsou pro iPad k dispozici aplikace (včetně her) určené jak přímo pro iPadOS, tak iOS.
Tablety iPad jsou k dispozici ve čtyřech hlavních řadách: iPad (základní modely, 1.–10. generace), iPad Air (střední třída), iPad Pro (pokročilé modely určené profesionálům, k dispozici i ve větších velikostech) a iPad mini (s malým dispejem).

## Historie

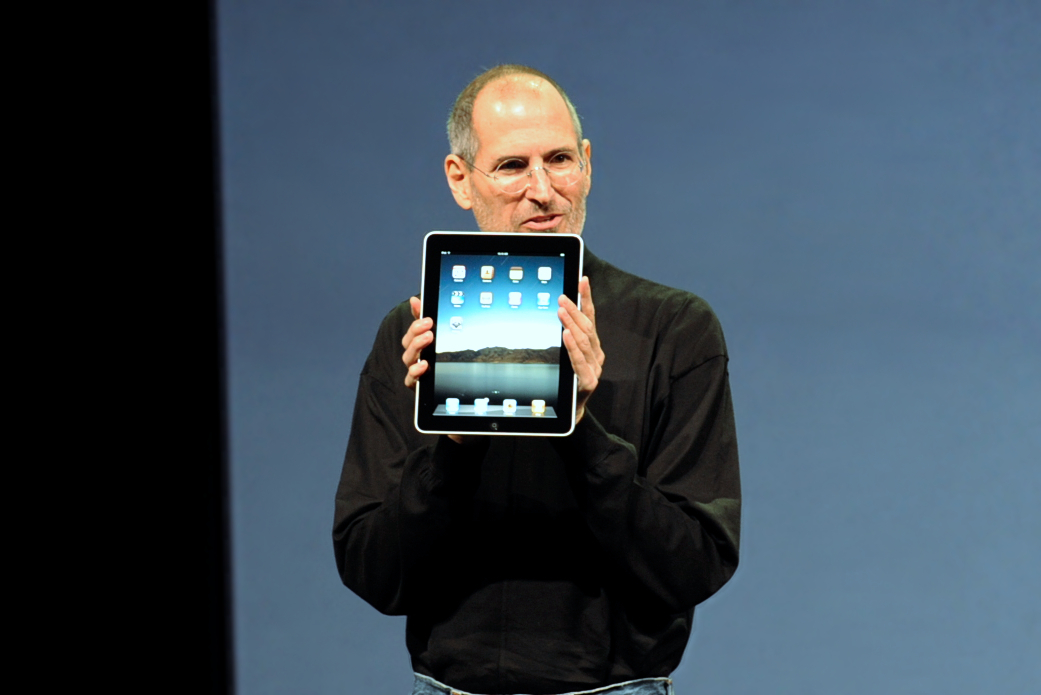
Steve Jobs představuje první iPad

iPad byl představen 27. ledna 2010 na tiskové konferenci Applu v Yerba Buena Center for the Arts v San Francisku a slavil nečekaný úspěch – během roku 2010 se ho prodalo 14,8 milionů kusů, což je více než dvojnásobek nejoptimističtějších dubnových odhadů.
2. března 2011 byl představen iPad 2, 7. března 2012 pak 3. generace iPadu (bez zvláštního označení). iPad Air 2 se podobá iPadu mini a je téměř totožný s jeho předchozí verzí (původní iPad Air byl ztenčen, zrychlen o nový procesor Apple A8X a bylo přidáno Touch ID apod.) 9. září 2015 byla představena čtvrtá generace iPadu Mini a o dva roky později dne 24. března 2017 byla představena pátá generace iPadu a 5. června druhá generace iPadu Pro.

## Modely
| Generace iPadu | Operační systém | Datum vydání       | Finální operační systém | Podpora skončila... | Průměrná životnost | Specifikace a info |
| -------------- | --------------- | ------------------ | ----------------------- | ------------------- | ------------------ | --- |
| iPad           | iPhone OS 3.2   | 3. dubna 2010      | iOS 5.1.1               | 18. září 2012       | 2 roky, 5 měsíců   | 27. ledna 2010 Steve Jobs oznámil první iPad. Během jediného dne bylo prodáno 300 000 ks. Dohromady bylo prodáno 15 mil ks.                                      |
| iPad 2         | iOS 4.3         | 11. března 2011    | iOS 9.3.6               | 12. září 2016       | 5 let, 6 měsíců    | Tablety této řady byly představeny 11.3.2011. Měly procesor Apple A5 a lithium-ionovou baterii která vydržela až 10 hodin. Byly o 33% tenčí než originální iPad. |
| iPad 3         | iOS 5.1         | 16. března 2012    | iOS 9.3,6               | 12. září 2016       | 4 roky, 5 měsíců   | Tyto iPady mají 4krát větší rozlišení než ty z druhé řady (2048x1536)                                                                                            |
| iPad MINI      | iOS 6.0.1       | 2. listopadu 2012  | iOS 9.3.6               | 12. září 2016       | 3 roky, 10měsíců   | O 52% lehčí než iPad 4. |
| iPad 4         | iOS 6.0         | 12. listopadu 2012 | iOS 10.3.4              | 18. září 2017       | 4 roky, 10měsíců   | Nová FaceTime HD kamera, vylepšená kompatibilita s LTE a nový konektor Lighting.                                                                                 |
| iPad Air       | iOS 7.0.3       | 1. listopadu 2013  | iOS 12.4.6              | 24. září 2019       | 5 let, 10měsíců    | Rozlišení obrazovky Retina. |
| iPad Mini 2    | iOS 7.0.3       | 12. listopadu 2013 | iOS 12.4.6              | 24. září 2019       | 5 let, 10měsíců    | Větší rozlišení. |
| iPad Mini 3    | iOS 8.1         | 22. října 2014     | iOS 12.4.6              | 24. září 2017       | 4 roky, 10měsíců   | Nové funkce. |

1024×768
| Generace iPadu           | Operační systém | Datum vydání       | Finální operační systém | Podpora skončila | Průměrná životnost | Definice a info                                                               | Procesor | Hmotnost |
| ------------------------ | --------------- | ------------------ | ----------------------- | ---------------- | ------------------ | ----------------------------------------------------------------------------- | -------- | -------- |
| iPad Air 2               | iOS 8.1         | 22. října 2014     | Nejnovější iPadOS       | Podporováno      | ???                | Nový Touch ID, lehčí a rychlejší než předchůdci. Objevil se i ve zlaté verzi. |          |          |
| iPad Mini 4              | iOS 9.0         | 9. září 2015       | Nejnovější iPadOS       | Podporováno      | ???                | ??????                                                                        |          |          |
| iPad Pro (Větší model)   | iOS 9.1         | 11. listopadu 2015 | Nejnovější iPadOS       | Podporováno      | ???                | ??????                                                                        |          |          |
| iPad Pro (Menší model)   | iOS 9.3         | 31. března 2016    | Nejnovější iPadOS       | Podporováno      | ???                | ??????                                                                        |          |          |
| iPad 5                   | iOS 10.2.1      | 24. března 2017    | Nejnovější iPadOS       | Podporováno      | ???                | ??????                                                                        |          |          |
| iPad Pro (Střední model) | iOS 11.3.2.     | 13. června 2017    | Nejnovější iPadOS       | Podporováno      | ???                | ??????                                                                        |          |          |
| iPad 6                   | iOS 11.2.6      | 27. března 2018    | Nejnovější iPadOS       | Podporováno      | ???                | ??????                                                                        |          |          |
| iPad Pro (Větší model)   | iOS 12.1        | 30. října 2019     | Nejnovější iPadOS       | Podporováno      | ???                | ??????                                                                        |          |          |

| Generace                   | Operační systém | Datum vydání    | Finální operační systém | Podpora... |
| -------------------------- | --------------- | --------------- | ----------------------- | ---------- |
| iPad Air (3. generace)     | iOS 12.2        | 18. března 2019 | nejnovější iPadOS       | (proud)    |
| iPad Mini (5. generace)    | iOS 12.2        | 18. března 2019 | nejnovější iPadOS       | (proud)    |
| iPad (7. generace)         | iPadOS 13.1     | 25. září 2019   | nejnovější iPadOS       | (proud)    |
| iPad Pro (4., 11 "/ 12,9") | iPadOS 13.4     | 25. března 2020 | nejnovější iPadOS       | (proud)    |

15. dubna prodej iPadu na svém území zakázal Izrael. Jako oficiální důvod zákazu byly uvedeny obavy z toho, že zařízení bude příliš zatěžovat bezdrátové sítě Wi-Fi a bude ohrožovat chod jiných přístrojů, tedy problém s homologací. Zákaz byl zrušen zhruba po dvou týdnech.

## Parametry některých iPadů
| Model                  | iPad (původní) | iPad 2 | The New iPad (3. generace)                                                                                                | iPad with Retina Display (4. generace)                                                                                    | iPad Air | iPad Air 2 | iPad Pro (12.9") | iPad Pro (9.7") |
| ---------------------- | --- | --- | --- | --- | --- | --- | --- | --- |
| Procesor               | 1 GHz Apple A4 (vychází z ARM Cortex-A8)                                                                                  | 1 GHz dual-core Apple A5                                                                                                  | 1 GHz dual-core Apple A5X                                                                                                 | 1.4 GHz dual-core Apple A6X                                                                                               | 1.4 GHz dual-core Apple A7                                                                                                | 1.5 GHz triple-core Apple A8X                                                                                             | Apple A9X 2.26 GHz | Apple A9X 2.16 GHz |
| Grafický čip           | PowerVR SGX535 | PowerVR SGX543MP2 | PowerVR SGX543MP4 | PowerVR SGX554MP4 | PowerVR G6430 | PowerVR GXA6850 | PowerVR Series 7XT | PowerVR Series 7XT |
| Paměť RAM              | 256 MB DDR-S | 512 MB DDR2 | 1 GB DDR2 | 1 GB DDR2 | 1 GB DDR3 | 2 GB DDR3 | 4GB DDR3 | 2GB DDR3 |
| Úložné zařízení        | flash paměť o velikosti 16, 32 nebo 64 GB                                                                                 | flash paměť o velikosti 16, 32 nebo 64 GB                                                                                 | flash paměť o velikosti 16, 32 nebo 64 GB                                                                                 | flash paměť o velikosti 16, 32, 64 nebo 128 GB                                                                            | flash paměť o velikosti 16, 32, 64 nebo 128 GB                                                                            | flash paměť o velikosti 16, 64 nebo 128 GB                                                                                | 32, 128 nebo 256 GB | 32, 128 nebo 256 GB |
| Bezdrátová konektivita | Wi-Fi verze : Wi-Fi (802.11a/b/g/n), Bluetooth 2.1+EDR                                                                    | Wi-Fi verze : Wi-Fi (802.11a/b/g/n), Bluetooth 2.1+EDR                                                                    | navíc Bluetooth 4.0 | navíc Bluetooth 4.0 | navíc Bluetooth 4.0 | Wi-Fi verze : Wi-Fi (802.11a/b/g/n/ac), Bluetooth 4.0                                                                     | Wi-Fi 802.11a/b/g/n/ac, Bluetooth 4.2                                                                                     | Wi-Fi 802.11a/b/g/n/ac, Bluetooth 4.2                                                                                     |
| Bezdrátová konektivita | 3G verze: 3G cellular HSDPA, 2G cellular EDGE                                                                             | 3G verze: 3G cellular HSDPA, 2G cellular EDGE                                                                             | 4G verze: 3G cellular HSDPA, 2G cellular EDGE, 4G LTE                                                                     | 4G verze: 3G cellular HSDPA, 2G cellular EDGE, 4G LTE                                                                     | 4G verze: 3G cellular HSDPA, 2G cellular EDGE, 4G LTE                                                                     | 4G verze: 3G cellular HSDPA, 2G cellular EDGE, 4G LTE                                                                     | 4G verze: 3G cellular HSDPA, 2G cellular EDGE, 4G LTE                                                                     | 4G verze: 3G cellular HSDPA, 2G cellular EDGE, 4G LTE                                                                     |
| Konektor               | USB 2.0 30-pin dock connector                                                                                             | USB 2.0 30-pin dock connector                                                                                             | USB 2.0 30-pin dock connector                                                                                             | Lightning konektor | Lightning konektor | Lightning konektor | Lightning konektor | Lightning konektor |
| Snímače                | akcelerometr a senzor pro automatickou regulaci jasu, magnetometr                                                         | navíc gyroskop | navíc gyroskop | navíc gyroskop | navíc gyroskop | Apple M8 motion co-processor s barometrem                                                                                 | Apple M9 | Apple M9 |
| Baterie                | Li-Pol 25 Wh | Li-Pol 25 Wh | Li-Pol 42,5 Wh | Li-Pol 42,5 Wh | Li-Pol 32.9 Wh | Li-Pol 27.8 Wh | Li-Pol 38.5 Wh | Li-Pol 27.5 Wh |
| Výdrž baterie          | Prohlížení internetu: 10 hodin (Wi-Fi); 9 hodin (3G nebo 4G) audio: 140 hodin video: 10 hodin Pohotovostní režim: 1 měsíc | Prohlížení internetu: 10 hodin (Wi-Fi); 9 hodin (3G nebo 4G) audio: 140 hodin video: 10 hodin Pohotovostní režim: 1 měsíc | Prohlížení internetu: 10 hodin (Wi-Fi); 9 hodin (3G nebo 4G) audio: 140 hodin video: 10 hodin Pohotovostní režim: 1 měsíc | Prohlížení internetu: 10 hodin (Wi-Fi); 9 hodin (3G nebo 4G) audio: 140 hodin video: 10 hodin Pohotovostní režim: 1 měsíc | Prohlížení internetu: 10 hodin (Wi-Fi); 9 hodin (3G nebo 4G) audio: 140 hodin video: 10 hodin Pohotovostní režim: 1 měsíc | Prohlížení internetu: 10 hodin (Wi-Fi); 9 hodin (3G nebo 4G) audio: 140 hodin video: 10 hodin Pohotovostní režim: 1 měsíc | Prohlížení internetu: 10 hodin (Wi-Fi); 9 hodin (3G nebo 4G) audio: 140 hodin video: 10 hodin Pohotovostní režim: 1 měsíc | Prohlížení internetu: 10 hodin (Wi-Fi); 9 hodin (3G nebo 4G) audio: 140 hodin video: 10 hodin Pohotovostní režim: 1 měsíc |
| Hmotnost               | 680 g / 730 g (3G model)                                                                                                  | 600 g / 610 g (3G model)                                                                                                  | 650 g / 660 g (4G model)                                                                                                  | 650 g / 660 g (4G model)                                                                                                  | 469 g / 478 g (4G model)                                                                                                  | 437 g / 444 g (4G model)                                                                                                  | 713 g | 437 g |
| Rozměry                | 24,3 cm × 19,0 cm × 1,3 cm                                                                                                | 24,1 cm × 18,5 cm × 0,88 cm                                                                                               | 24,0 cm x 18,6 cm x 0,94 cm                                                                                               | 24,0 cm x 18,6 cm x 0,94 cm                                                                                               | 24 cm × 16,9 cm × 0,75 cm                                                                                                 | 24 cm × 16,9 cm × 0,61 cm                                                                                                 | 30.5 x 22 x 0.69 cm | 24 x 16,9 x 0.61 cm |
| Fotoaparát             | Zadní strana : n/a | Zadní strana : 720p s 30 fps HD videm a 5× digitální zoom                                                                 | zadní strana : full HD 1080p s 30 fps HD videm a 5× digitální zoom                                                        | zadní strana : full HD 1080p s 30 fps HD videm a 5× digitální zoom                                                        | zadní strana : full HD 1080p s 30 fps HD videm a 3× digitální zoom                                                        | zadní strana : full HD 1080p s 30 fps HD videm, 3× digitální zoom, video stabilizace, Slo-mo 120 fps, Time-lapse video    | zadní strana : full HD 1080p s 30 fps HD videm, 3× digitální zoom, video stabilizace, Slo-mo 120 fps, Time-lapse video    | zadní strana : full HD 1080p s 30 fps HD videm, 3× digitální zoom, video stabilizace, Slo-mo 120 fps, Time-lapse video    |
| Fotoaparát             | Přední strana : n/a | Přední strana : VGA | Přední strana : VGA | Přední strana : 720p pro video, 1.2 MP fotografie                                                                         | Přední strana : 720p pro video, 1.2 MP fotografie                                                                         | Přední strana : 720p pro video, 1.2 MP fotografie                                                                         | Přední strana : 720p pro video, 1.2 MP fotografie                                                                         | Přední strana: 720p pro video, 5 MP fotografie                                                                            |

### Časová osa
| Časová osa modelů iPad        |
| ----------------------------- |
| Zdroj: Apple Newsroom Archive |